# Abbaye d'Essen
 (mars 2025).
Si vous disposez d'ouvrages ou d'articles de référence ou si vous connaissez des sites web de qualité traitant du thème abordé ici, merci de compléter l'article en donnant les références utiles à sa vérifiabilité et en les liant à la section « Notes et références ».
L'abbaye d'Essen (en allemand : Stift Essen) est un ancien couvent des chanoinesses fondé vers 845 par saint Altfrid sur ses domaines en Lotharingie. Ce Frauenstift de femmes nobles, le noyau de la ville d'Essen, acquit le statut d'une abbaye impériale du Saint-Empire et, en 1512, d’une principauté ecclésiastique dans le cercle du Bas-Rhin-Westphalie. L'abbaye a été sécularisée par le recès d'Empire en 1803 et son territoire échoit au royaume de Prusse.
L'ancienne collégiale, une église-halle gothique, est aujourd'hui le siège du diocèse d'Essen.

## Histoire
Les sources documentaires concernant la création et les premières années de l'abbaye se sont en grande partie perdues lors d'un incendie en 946. Néanmoins, selon la tradition, le couvent a été fondé vers l'an 845 par des nobles saxons sous la conduite d'Altfrid, futur évêque de Hildesheim, qui y possédait le manoir d’Astnidhi. La première abbesse, Gerswith, est possiblement sa sœur. Le monastère est mentionné dans les documents pour la première fois vers 864, dans la vita du saint Ludger qui avait créé l'abbaye voisine de Werden. 

Les armoiries de l'abbaye impériale.

Dans la succession d'Altfrid, Essen fut probablement la propriété du diocèse de Hildesheim ; le couvent a reçu de nombreux domaines des mains des rois francs Lothaire II de Lotharingie, Louis II de Germanie, Charles III le Gros et Zwentibold. Au début du Xe siècle, il tomba sous l'influence de la dynastie saxonne des Ottoniens, lorsque le duc Otton l'Illustre lui a offert des biens supplémentaires. Essen acquit le statut d'abbaye impériale sous le règne du roi Conrad Ier de Germanie.
Essen connut une floraison sous la conduite de l'abbesse Mathilde II (949-1011), petite-fille de l'empereur Otton Ier, et Sophie de Gandersheim qui lui a succédé. En 1228, le titre de princesse-abbesse a été documenté pour la première fois. Résidant au château de Borbeck, les abbesses ont étendu leur pouvoir temporel sur une petite principauté située entre les rivières Ruhr et Emscher, à l'ouest du comté de La Marck en Westphalie ; la maison de La Marck exerce les droits de baillis. Essen rejoint le cercle du Bas-Rhin-Westphalie en 1512.
Pendant les guerres napoléoniennes, en 1802, le territoire de l'abbaye fut occupé par l'Armée prussienne. L'année suivante, par le recès d'Empire, le couvent est dissout et l'ancienne principauté attribuée au royaume de Prusse. En 1808, Essen échut au nouveau grand-duché de Berg mais fut restituée à la Prusse par résolution du congrès de Vienne en 1815. La dernière abbesse, Cunégonde de Saxe, est décédée le 8 avril 1826.